# Ghiacciaio Clarsach
Il ghiacciaio Clarsach è un ghiacciaio situato nell'entroterra della costa nord-occidentale dell'isola Alessandro I, al largo della costa della Terra di Palmer, in Antartide. Il ghiacciaio, il cui punto più alto si trova a oltre 1000 m s.l.m., fluisce verso sud scorrendo tra il versante occidentale delle colline Finlandia e quello orientale dello sperone Praga, fino a entrare nell'insenatura di Haydn.

## Storia
Il ghiacciaio Clarsach è stato mappato grossolanamente durante la spedizione britannica nella Terra di Graham, nel 1937, mentre è stato delineato più dettagliatamente nel 1960 da D. Searle, cartografo del British Antarctic Survey (al tempo ancora chiamato "Falkland Islands Dependencies Survey", FIDS), sulla base di fotografie aeree scattate durante la spedizione antartica di ricerca comandata da Finn Rønne, svoltasi nel 1947-48. Dopo essere stato meglio fotografato nel 1974 da parte della costellazione di satelliti Landsat, nel 1977 il ghiacciaio è stato così battezzato dal Comitato britannico per i toponimi antartici in virtù della sua forma, che ricorda per l'appunto un clarsach, ossia un'arpa celtica.